# Titikaka
Jezero Titikaka (špansko Lago Titicaca) je jezero na perujsko-bolivijski visoki planoti (Altiplano) v Andih. Leži na nadmorski višini 3809 metrov in je s tem najvišje ležeče plovno jezero na svetu, s površino okrog 8400 km² pa je tudi največje sladkovodno jezero Južne Amerike. V Andih in drugih gorstvih sicer ležijo jezera še višje, a niso primerna za tržno usmerjeno plovbo.
Čezenj poteka meja med Perujem in Bolivijo. Ima povprečno globino med 140 in 180 m, največja pa je 274 m. Zahodni del jezera pripada perujskemu področju, kjer se nahaja največje mesto Puno, vzhodna stran pa bolivijskemu departmaju La Paz. 
V jezero se izliva nad 25 rek, ki se napajajo z dežjem in snežnico iz okoliških gora Kordiliere Real, ki se dvigajo nad planoto do 6000 m visoko. Vodo iz jezera odvaja reka Desaguadero, ki teče proti jugu skozi Bolivijo do jezera Poopó. Ta odtok predstavlja le 5 odstotkov vodnih izgub, ostala količina izhlapi zaradi močnih vetrov in sonca na tej višini. 
Izvor jezerskega imena ni znan. Ime iz besed jezikov tamkajšnjih Indijancev Ajmara in Kečua prevajajo kot Skalna puma zaradi domnevne podobnosti njegove oblike z obrisom pume, ki lovi zajca. 
Ker jugovzhodno četrtino jezera od glavnine ločuje Tikvinska ožina, ta del Bolivijci imenujejo Lago Huinaymarca, večji del pa Lago Chucuito. V Peruju malega imenujejo Lago Pequeño, večjega pa Lago Grande.

## Otoki
Ima 41 otokov, od katerih jih je nekaj gosto poseljenih. 

### Uros
Znamenita je deveterica naseljenih umetnih otočkov, ki predstavljajo bivalno okolje plemenu Uros, zgrajenih iz plavajočega trsja. Otoki predstavljajo eno velikih turističnih znamenitosti Peruja, izleti nanje so organizirani iz mesta Puno. Pleme Urus je v času inkovskega osvajanja pobegnilo pred njimi in si zgradilo plavajoče otoke iz trstike - tatore, ki obilno raste v plitvem obalnem pasu. Trstiko uporabljajo tudi za izdelavo čolnov, hiš in drugih uporabnih izdelkov ter hrano. Domačini z otoka Taquile so znani po ročno tkanih izdelkih iz blaga, ki so eni najkakovostnejših perujskih ročnih izdelkov. Po jezeru plujejo domačini tudi s čolni iz trsja, ki jih imenujejo balsa de totora in so prav tako turistična zanimivost.

### Taquile
Otok Taquile je poseljen že od inkovskih časov, o čemer pričajo številni arheološki ostanki. Kečuansko govoreči prebivalci so znani predvsem po kakovostnih pleteninah in tradicionalnih oblačilih, ki so med najlepšimi v Peruju. Moški nosijo zanimive kape, ki si jih spletejo sami, medtem ko ženske kuhajo, obdelujejo poljedelske terase in perejo perilo. Barva kape sporoča zakonski stan kot tudi status osebe, ki jo nosi. Kape samskih moških so bele, poročenih pa rdeče barve. Podobno velja tudi za ženska oblačila. Samska ženska okrog pasu nosi zavezane velike volnene cofe, pri poročenih ženskah so cofi manjši.

## Zgodovina, legenda
Modrina jezera, ki je v ostrem nasprotju s suho rjavo barvo altiplana, je stoletja burila duhove domačinov. Po legendi kulture Tiwanaku, naj bi se iz globin jezera po neki hudi poplavi dvignil bog Virakoča in ustvaril svet. Ustvaril je Sonce in Luno potem pa odšel v Tihuanaco in iz gline in kamna ustvaril prvi par ljudi, Manco Capaca in Mamo Ocllo. Ta dva sta s svojimi potomci poselila inkovski svet. Duše umrlih Inkov se po smrti vedno vračajo v globine jezera. 
Ta zgodba je dobila še dodatno potrditev, ko so leta 2000 arheologi na bolivijski strani jezera odkrili ostanke velikega potopljenega templja. Star naj bi bil več kot tisoč let in velik kot nogometno igrišče.

## Puno
Puno je največje mesto na perujski strani jezera. Ima okoli stotisoč prebivalcev, število pa zaradi priseljevanja s podeželja vztrajno raste. Priseljenci v mestu vidijo izhod iz revščine predvsem zaradi trgovine na črno z izdelki, ki jih tihotapijo preko jezera. V Peruju so tako najbolj zaželeni bolivijsko meso, sladkor in listi koke, v Boliviji pa predvsem tehnični izdelki.
Leta 1668 je podpredsednik Conde de Lemos, San Juan Bautista de Puno, določil za glavno mesto province Paucarcolla. Kasneje se je bil preimenoval v San Carlos de Puno, v čast španskega kralja Karla II. Od tedaj se je mesto spreminjati, španski duhovniki so vneto pokristanjevali domačine, zgrajene so bile cerkve, ki stojijo še danes.
Puno je znamenit tudi po najrazličnejših folklornih festivalih in nosi naziv "Capital folklórica del Perú". Najbolj znano je praznovanje praznika "Virgen de la Candelaria" in regijsko tekmovanje narodnih plesov.

## Copacabana
Na bolivijski strani je največje mesto Copacabana. Že od predinkovskih časov je pomembno romarsko središče. Ljudstvo Kollas, ki je verovalo v bogove Sonca, Lune in matere Zemlje, je izoblikovalo novo božanstvo po imenu Copacahuana ("pogled na jezero"). V inkovsem obdobju je bila Copacabana izhodišče za romarje, ki so na Sončevem otoku obiskovali pumino skalo ("Titi Khar'ka"), od koder naj bi izviralo ime za jezero. Dandanes je Copacabana krščansko romarsko središče. Kip Jezerske črne Device Marije (La Virgen Morena del Lago), ki stoji v mestni katedrali, naj bi bil v preteklosti vzrok za številne čudežne ozdravitve.